# Жага смерті (фільм, 1974)
«Жага смерті» — американський кінофільм, знятий за однойменним твором Браяна Гарфілда. Не рекомендується перегляд дітям і підліткам молодше 16 років.

## Сюжет
Нью-Йорк початку 70-х — місто, яке захлеснула злочинність. Однак це не дуже турбує ліберально налаштованого талановитого архітектора Пола Керсі. Але одного разу на його дружину і дочку нападають бандити. Від побоїв дружина Пола вмирає, а в дочки розвивається важкий психічний розлад. Керсі намагається розібратися в події, однак замість цього він бачить, що поліція безсила вплинути на ситуацію в місті.
Керівництво компанії, намагаючись допомогти Полу, відряджає його в Тусон, штат Аризона, для планування нового міського кварталу. Замовник звертається до архітектора з проханням зберегти ландшафт майбутнього кварталу і проектувати будинку таким чином, щоб через 20 років вони не перетворилися на нетрі. Пол успішно справляється із завданням. Як подарунок Керсі отримує від замовника потужний револьвер.
І ось по вечорах, озброївшись, Керсі виходить на вулиці Нью-Йорка. У перший раз він вбиває грабіжника, який намагався його пограбувати. Іншим разом він розстрілює бандитів, які напали на перехожого. Тоді його діяннями починає цікавитися поліція, проте Керсі продовжує знищувати бандитів. Пол стає народним героєм і отримує від газетярів прізвисько виджиланте (англ. Vigilante). У нього з'являються послідовники, які із задоволенням дають інтерв'ю телебаченню.
Лейтенанту Френку Очоа вдається вийти на слід Керсі, проте він отримує від свого керівництва команду: «Дай йому втекти», так як вулична злочинність скоротилася майже вдвічі.
Тим часом, незважаючи на стеження поліції Пол знову виходить на полювання, однак цього разу він отримує важке поранення. Керсі опиняється в лікарні, де його відвідує Очоа. Лейтенант пропонує Полу назавжди виїхати з Нью-Йорка. Газетярам ж Очоа повідомляє, що виджиланте все ще ходить по вулицях Нью-Йорка. У результаті Пол їде в Чикаго.

## У ролях
1. Чарльз Бронсон — Пол Керсі
2. Гоуп Ленг — Джоана Керсі
3. Вінсент Гарденія — Френк Очоа
4. Стівен Кітс — Джек Тобі
5. Вільям Редфілд — Сем Крейцер
6. Стюарт Марголін — Еймс Джейнчіл
7. Стівен Еліот — поліцейський комісар
8. Кетлін Тола — Керол Тобі
9. Джек Воллес — Генк
10. Фред Дж. Сколлей — прокурор
11. Кріс Гемпел — Айвс
12. Роберт Кайя-Гілл — Джо Чарльз
13. Едвард Гроувер — лейтенант БріґґЗ
14. Джефф Голдблюм — перший хуліган
15. Крістофер Логан — другий хуліган
16. Гелен Мартін — Альма Лі Браун
17. Генк Гаррет — Ендрю МакКейб
18. Крістофер Гест — патрульний Джексон Рилла

## Нагороди
- Golden Screen. Найкращий фільм (1976 рік)
- Grammy Awards. Номінація в категорії «найкращий саундтрек до фільму» (1975 рік)